# Municipio de Franklin (condado de Owen)
El municipio de Franklin (en inglés: Franklin Township) es un municipio ubicado en el condado de Owen en el estado estadounidense de Indiana. En el año 2010 tenía una población de 1269 habitantes y una densidad poblacional de 13,96 personas por km².

## Geografía
El municipio de Franklin se encuentra ubicado en las coordenadas 39°12′29″N 86°50′59″O / 39.20806, -86.84972. Según la Oficina del Censo de los Estados Unidos, el municipio tiene una superficie total de 90.88 km², de la cual 90,87 km² corresponden a tierra firme y (0,01 %) 0,01 km² es agua.

## Demografía
Según el censo de 2010, había 1269 personas residiendo en el municipio de Franklin. La densidad de población era de 13,96 hab./km². De los 1269 habitantes, el municipio de Franklin estaba compuesto por el 97,56 % blancos, el 0,32 % eran afroamericanos, el 0,24 % eran amerindios, el 0,79 % eran asiáticos y el 1,1 % eran de una mezcla de razas. Del total de la población el 1,02 % eran hispanos o latinos de cualquier raza.